# Marianne Fredriksson
Lillemor Marianne Fredriksson (uttal (fil)), född Persson den 28 mars 1927 i Göteborg, död 11 februari 2007 i Österskär, var en svensk författare och journalist. Åren 1962 till 1974 arbetade hon på Åhlén & Åkerlunds förlag, blev chefredaktör för Allt i Hemmet och startade tidningarna Vi Föräldrar och Allt om Mat. 1974 kom hon till Svenska Dagbladet där hon startade Idag-sidan, banbrytande för sin tid genom en journalistik om psykologi, känslor och existentiella frågor. 
Efter pensioneringen 1987 ägnade hon sig enbart åt sitt författarskap. Hon skrev femton romaner, inklusive de uppmärksammade Evas bok och Simon och ekarna, och hennes skönlitterära produktion har översatts till sammanlagt 47 språk.

## Biografi

### Bakgrund och journalistik
Marianne Fredriksson växte upp i Göteborg. Hon var dotter till åkeriägaren Hugo Persson och Hilda Persson, född Högberg. 1947 inledde hon sitt arbetsliv på Göteborgs-Tidningen, inledningsvis som korrekturläsare, men övergick snart till journalistiken. Åren 1962–1974 arbetade hon på Åhlén & Åkerlunds förlag, där hon var chefredaktör för inredningstidningen Allt i Hemmet. Hon startade de nydanande och framgångsrika specialtidningarna Vi Föräldrar och Allt om Mat. År 1974 värvades hon till Svenska Dagbladet, där hon introducerade Idag-sidan, som med sitt fokus på existentiella frågor, psykologi och känslor kom att gå i bräschen för inkluderingen av liknande material även i andra svenska dagstidningar.

### Författarskap
Debutromanen Evas bok från 1980 skrev hon i samband med en livskris. Fredriksson har beskrivit det som att berättelsen bara kom till henne under meditation. Även sedan hon blivit en högproduktiv yrkesförfattare beskrev hon sitt skrivande som en intuitiv och mycket ömtålig process, där texterna sällan redigeras i efterhand.
Fredrikssons berättelse om Bibelns Eva var en feministisk omskrivning av skapelsemyten, med udden vänd mot den ortodoxt lutherska kristendomen. Liksom i flera av hennes senare romaner, bland annat Kains bok (1981), Noreas saga (1983) och Syndafloden (1990), blandas i romanen ett bibliskt motiv med djuppsykologiska tankar influerade av Carl Gustav Jungs teorier.
Huvudpersonerna i Fredrikssons romaner ser och förstår ofta mer än andra människor, och de som håller dörren till det andliga rummet öppen är framför allt kvinnor. De är bärare av de extrasensoriska krafter som, enligt Fredriksson, gått förlorade i det moderna samhället. Såväl Klara Horner och hennes dotter Sofia i Blindgång (1992), som Lillemor Lundgren i Gåtan (1989) och Karin i Simon och ekarna (1985), beskrivs som ett slags medier. De har också ett särskilt förhållande till naturen.
Urkvinnan Eva i Evas bok är vida känd för sina kunskaper om örters läkande verkan. Hon, liksom de andra starka kvinnorna i författarskapet, besitter en moderlighet som är en förutsättning för deras styrka. Kraften kommer i Fredrikssons romaner ofta till uttryck i kvinnornas skratt: Den kloka Agnes i Blindgång (1992) har ett rungande skratt. Elisabeth Enoksson, prästen som hjälper Lillemor till insikt i Gåtan, skrattar under en biltur så hon nästan spränger bilrutorna. Dessa kvinnor vågar bekräfta livet och ta till sig även det som inte kan förstås med förnuftet.
Romanen Simon och ekarna (1988) innebar Fredrikssons stora genombrott. Den utspelar sig i Göteborg under 1940-talet och skildrar tidens krigsoro och antisemitism. Trots att huvudpersonen är en pojke är den, har hon själv sagt, i hög grad självbiografisk. Romanen har också blivit teater och film.

## Privatliv
År 1947 ingick hon äktenskap med sjökaptenen Sven Fredriksson, med vilken hon fick två döttrar. Makarna skildes 2002. Fem år senare avled hon och dödsfallet följdes av en uppmärksammad arvstvist.

## Stil, motttagande och kritik
Fredriksson var en innovativ journalist och Sveriges mest lästa författare under 1900-talets sista decennier. Hon var under 1960- och 1970-talen en viktig förnyare av svensk press.
I Fredrikssons romaner flödar känslorna, och hon låter sina huvudpersoner spränga förnuftets gränser. Hon beskriver kampen mot ondskan, kärlekens kraft och andlighetens förmåga att vidga världen. Hon skrev 15 romaner och är översatt till 47 språk. I Tyskland nådde hennes popularitet och upplagor gigantiska proportioner. Såväl romanen Simon och ekarna som Anna, Hanna och Johanna har legat på listan över de tio mest sålda böckerna i världen. Efter att ha mötts med stor respekt under 1980-talet fick hon utstå allt starkare kritik från den etablerade litteraturkritiken under 1990-talet. Hennes romaner fördömdes och förlöjligades och hon osynliggjordes i den litterära offentligheten samtidigt som hennes läsarskaror växte.

## Priser och utmärkelser
- 1985 – BMF-plaketten för Simon och ekarna
- 1990 – Deverthska kulturstiftelsens stipendium[1]
- 1994 – BMF-plaketten för Anna, Hanna och Johanna
- 1994 – Årets författare (SKTF)